# 左建昌
左建昌（1938年—），河北栾城人，中国人民解放军将领、中国人民解放军中将。 
1995年，授予中国人民解放军中将，曾任总后勤部副部长。 